# Anastasija Baburovová
Anastasia Baburovová (rusky Анастасия Эдуардовна Бабурова, Anastasija Eduardovna Baburova; 30. listopadu 1983 Sevastopol – 19. ledna 2009 Moskva) byla novinářka píšící pro noviny Novaja gazeta a studentka žurnalistiky na Moskevské státní univerzitě.
Byla členkou Autonomní Akce a prošetřovala aktivity neonacistických skupin. Byla zastřelena společně s právníkem v oblasti lidských práv Stanislavem Markelovem, který byl hlavním cílem vraha.

## Osobní život
Anastasija Baburovová byla jediné dítě svých rodičů, Eduarda Fjodoroviče Baburova a Larisy Ivanovny Baburovové. Oba pracovali jako profesoři na Sevastopolské národní technické univerzitě.
V roce 2000 začala studovat na Fakultě managementu černomořské pobočky Moskevské státní univerzity v Sevastopolu. Společně se svou matkou se stala ruskou občankou v roce 2000. O rok později odjela do Moskvy a stala se studentkou mezinárodního práva na Moskevském státním institutu mezinárodních vztahů. V roce 2003 se vdala za studenta žurnalistiky, Alexandra Frolova, kterého poznala roku 2000 během svého studia v Sevastopolu. V roce 2004 se Baburovová stala studentkou na Moskevské státní univerzitě. Během studia také psala pro různé moskevské noviny. V létě 2007 se Baburovová a Frolov rozvedli.
Na začátku října 2008 vyšetřovala jako nezávislá novinářka případy ruských neonacistických skupin pro noviny Novaja Gazeta.

## Politická aktivita
Baburovová byla aktivní členkou anarchisticko-environmentálního hnutí. Podílela se na aktivitách ekologických kempů a sociálních fór, včetně Pátého Evropského Sociálního Fóra v Malmö roku 2008, které bylo organizované festivalem Antikapitalismus 2008. Festival byl mimo jiné také zapojený do antifašistických aktivit.
V červenci 2008 se účastnila demonstrace proti pokácení Chimkinského lesa. Kvůli jejímu zapojení do jiného protestu byla zadržena a nucena strávit noc ve vězení.

## Smrt a její vyšetřování
Baburovová se stala od roku 2000 již čtvrtou zavražděnou novinářkou deníku Novaja gazeta. Nejprve bylo hlášeno jen zranění Baburovové při pokusu o zneškodnění Markelova vraha. Nicméně později vyšlo najevo, že Baburovová byla zastřelena ranou do týla. Zemřela o několik hodin po útoku v Moskevské nemocnici. Byla pohřbena 26. listopadu 2009 na centrálním městském hřbitově v rodném Sevastopolu.
V listopadu 2009 se díky odposlechu podařilo usvědčit členy radikální neonacistické skupiny, a to Nikitu Tichonova a Jevgeniji Chasisovou, z dvojnásobné vraždy. Motivem vraždy byla pomsta za Markelovu právnickou činnost, která se nehodila neonacistům. V květnu 2011 dostal Tichonov doživotní trest a jeho přítelkyně Chasisová byla jako spoluviník odsouzená na 18 let vězení.